# Eslamshahr
Eslāmshahr (farsi اسلام‌شهر) è il capoluogo dello shahrestān di Eslamshahr, circoscrizione Centrale, nella provincia di Teheran in Iran. Aveva, nel 2006, una popolazione di 9.865 abitanti. Si trova a sud-ovest della capitale, Teheran.